# Frédéric Leclercq
Frédéric Leclercq (Francia, 23 de junio de 1978) es el bajista de la banda de thrash metal Kreator desde septiembre del 2019 y el   líder en su propia banda Maladaptive donde canta y toca la guitarra. Es multitalentoso ya que puede tocar bajo, guitarra y teclado, además de cantar. Es exmiembro de las bandas de power metal Dragonforce y de la banda francesa Heavenly y durante el 2006 participó en varios shows junto a Carnival in Coal.
Antes de ingresar a DragonForce sólo tocó con ellos en conciertos en Japón y Norteamérica,  hasta que fue invitado para ser el bajista permanente.
En 2011 efectuó una gira europea con Sabaton, pasando por tres ciudades españolas: Bilbao, Madrid y Barcelona.
Desde 2016 esta en un supergrupo llamado Sinsaenum de death metal con artistas como Joey Jordison ex- miembro de Slipknot, Baterista, Attila Csihar vocalista de Mayhem, etc.
.

## Influencias musicales
Sus influencias suelen ser los guitarristas de Scorpions, Iron Maiden, Morbid Angel, y Megadeth. Además es un gran fan de Cliff Richard. 

## Antiguas bandas y proyectos
- Militia (banda de versiones de Metallica) 1993
- The Gust (heavy metal) 1993-1994
- Hors Normes (fusion) 1994-1996; 2000
- Memoria (black metal) 1997-1999; 2000-2001
- Jack' O Lantern (hard rock) 1999
- Bad Looser (banda de versiones de hard rock) 2000-2001
- Heavenly (power metal) 2000-2004
- Suxeed (heavy metal) 2004
- Egoine (hard rock) 2003-
- Sunny MC Bacon (glam rock) 2002-
- Un-named (new age) 2003-
- Rock Sympho Music (versiones de rock con una orquesta) 2004
- Sudel's Project (rock progresivo) 2005-
- DragonForce (power metal) 2006 - 2019
- Sinsaenum (death metal) 2016 -

## Salida de DragonForce y unión a Kreator
El 18 de agosto de 2019, el bajista Frédéric Leclercq anuncia su salida de la banda para unirse a la banda Kreator .
La decisión de Frédéric Leclercq fue tomada mientras él estaba en su tour con Sinsaenum en el 2018 dando su gusto más cómodo por la música extrema y agresiva . Antes de salir a su concierto en la Ciudad De México con DragonForce dijo que no sentía lo mismo al seguir con la banda . 
Su último concierto fue en Hamburgo en el 2018.
En entrevistas posteriores él menciona que el último álbum Extreme Power Metal fue un álbum el cual se sintió bastante incómodo al trabajarlo . 
Frédéric Leclercq Sigue manteniendo hasta la fecha una relación amistosa con los integrantes de DragonForce. 
El 16 de septiembre de 2019 Frederic Leclercq sería anunciado como nuevo miembro oficial de la banda de thrash metal alemana Kreator esto vino con 2 de sus primeros shows con Kreator en Santiago Chile . 
La banda tendrá un tour junto a Lamb Of God y Power Trip en marzo y abril de 2020 en Europa siendo este el primer tour de Frédéric Leclercq con Kreator .